# Gulli
Gulli est une chaîne de télévision généraliste nationale française gratuite financée par la publicité, axée sur les programmes pour enfants destinés aux 3 à 14 ans, créée le 18 novembre 2005, conjointement par le groupe public France Télévisions et le groupe privé Lagardère Active. La chaîne est rachetée par Lagardère en 2014, jusqu'en 2019 où le groupe M6 en prend le contrôle, lui-même propriété du groupe allemand RTL group. La chaîne est retransmise sur la TNT et sur les offres câble, satellite et IPTV.

## Présentation
La programmation de la chaîne cible la jeunesse ainsi que la famille, certains de ces horaires ciblent les enfants comme le matin, mais d'autres visent un public plus large tel que la case première partie de soirée (appelé Gulli Prime) ciblant les 25-49 ans,,.

### Histoire de la chaîne
La chaîne naît d'un partenariat entre deux professionnels de la télévision pour la jeunesse, Lagardère Active et France Télévisions. Le premier s'est illustré dans cette thématique avec la chaîne Canal J et ses déclinaisons et, le second investit dans les programmes jeunesse de 6 à 12 ans, avec l'unité programmes jeunesse de la chaîne publique France 3. 
Gulli émet depuis le 18 novembre 2005 à 18 h sur la TNT. Le 1er juillet 2015, la chaîne est passée en HD sur le satellite luxembourgeois Astra 1. Le 5 avril 2016, elle exploite la Haute Définition sur la TNT française.
Le 20 décembre 2013, un accord de principe a été trouvé entre Lagardère Active et France Télévisions pour le rachat des parts de France Télévisions. Le rachat a été finalisé le 29 octobre 2014 par le transfert des 34 % détenus par France Télévisions pour 25 millions d'euros. Gulli est également disponible en Russie, en Afrique, au Moyen-Orient et au Brésil.
La Grande enquête des marques préférées des familles 2018 désigne Gulli comme la chaîne de télévision préférée des parents pour les programmes jeunesse. Le CSA révèle dans son bilan financier annuel des chaînes nationales gratuites que Gulli a été en 2016 l'une des trois seules chaînes privées rentables en dehors des chaînes historiques TF1 et M6.
Le Groupe M6 devient propriétaire de la chaîne ainsi que du Pôle télévisuel du groupe Lagardère Active le 24 mai 2019. Gulli appartient effectivement au Groupe M6 depuis le 2 septembre 2019.
En décembre 2021, le Groupe M6 annonce la création de Gulli Prime, une nouvelle tranche horaire de Gulli, diffusée tous les soirs à partir de 21 heures avec des programmes destinés à toute la famille, comprenant néanmoins certains programmes plus adaptés aux adolescents et aux adultes. Le lancement de cette case est prévue pour le 3 janvier 2022,,.
En 2024, Gulli est candidate au renouvellement de sa fréquence TNT dont la licence arrive à échéance en 2025. La chaîne est auditionnée le 8 juillet 2024 par l'Arcom. En 2025, Gulli voit son autorisation d'émettre renouvelée. Elle récupère le numéro 12, canal anciennement attribué à la chaîne disparue NRJ 12, le numéro 18 étant affecté à la nouvelle chaîne T18.

## Identité graphique

Logo de Gulli Max du 28 août 2017 au 4 septembre 2023.
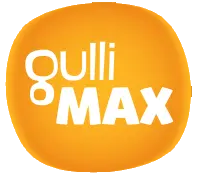
Logo de Gulli Max depuis le 4 septembre 2023.
Logo de Gulli Parc du 24 octobre 2011 au 24 septembre 2024.
Logo de Gulli Parc depuis le 24 septembre 2024.
Ancien logo de Gulli Bons Plans du 8 avril 2010 à 2015.

Lors des auditions du CSA pour les nouvelles chaînes de la TNT, la chaîne a été présentée sous le nom de Gulliver, en référence au nom du personnage du roman Les Voyages de Gulliver de Jonathan Swift, avant d'être baptisée Gulli.
Le premier habillage de la chaîne ainsi que le logo sont restés à l'antenne pendant les cinq premières années d'existence de la chaîne.
Le 8 avril 2010, Gulli met à l'antenne un nouvel habillage. À cette même occasion, la chaîne modernise son logo, devenu plus foncé, en lui donnant du volume et passe au format 16/9 (basculement format 4:3 vers 16:9).
Un nouvel habillage est mis à l'antenne à la rentrée 2013.
Le 28 août 2017, Gulli change d'habillage. Ce nouvel habillage reçoit des critiques très positives et donne beaucoup de couleurs à la chaîne,.
À la suite de l'annonce de Gulli Prime, un logo temporaire est présenté. Finalement, ce logo est ensuite montré sous une autre forme le 14 décembre 2021.
Le 28 août 2023, la chaîne annonce adopter un nouveau logo ainsi qu'un nouvel habillage antenne pour le 4 septembre.
Le 4 septembre 2023, le nouveau logo de Gulli repasse en 2D, comme lors de sa création le 18 novembre 2005, mais cette fois, le logo est doté d'une coloration plus flashy. En revanche, le logo de Gulli Replay reste le même.

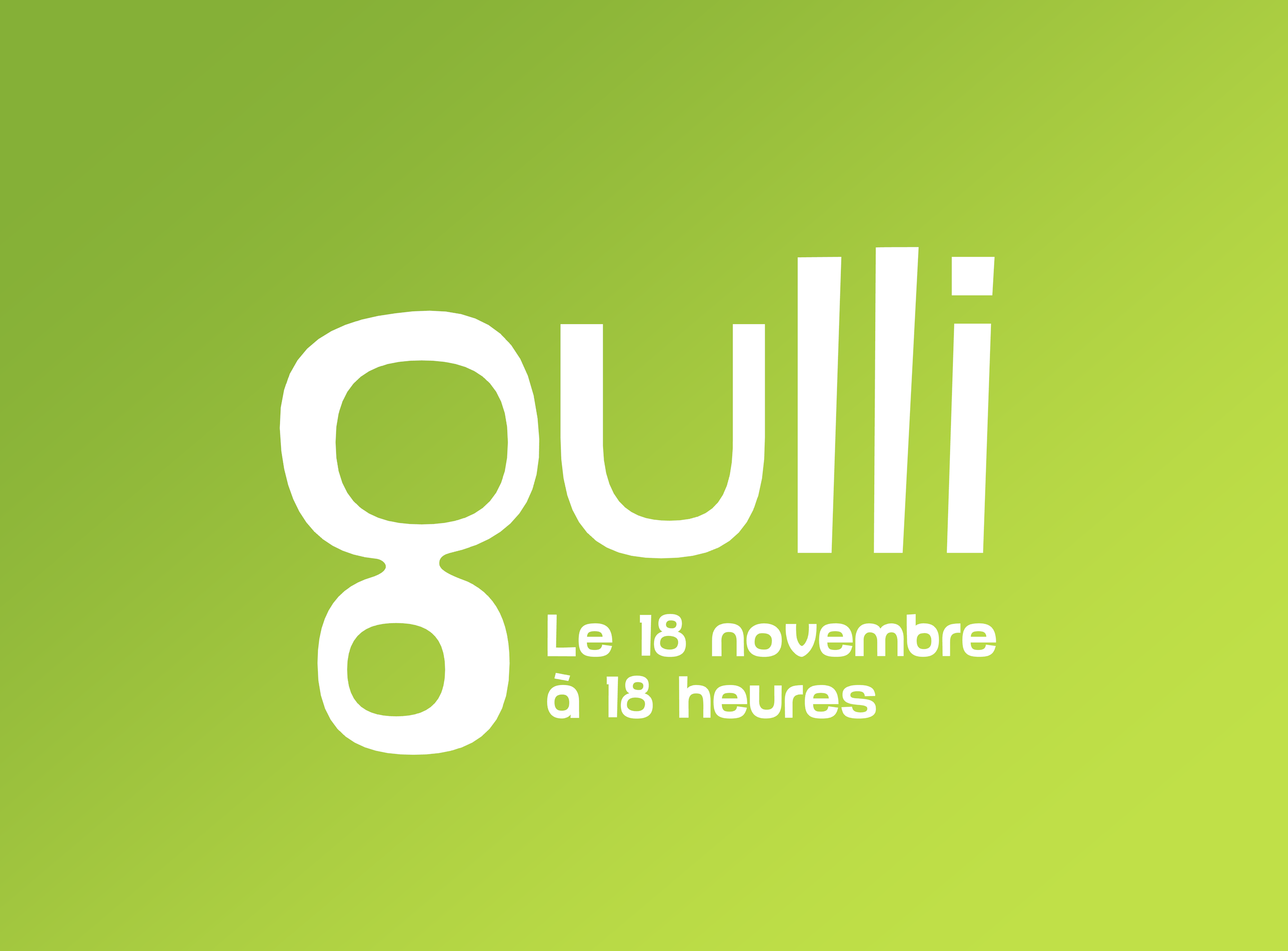
Annonce de l'arrivée de Gulli sur la TNT, prévue pour le 18 novembre 2005.
Logo de Gulli du 18 novembre 2005 au 8 avril 2010.
Logo de Gulli du 8 avril 2010 au 28 août 2017.
Logo de Gulli du 28 août 2017 au 4 septembre 2023.
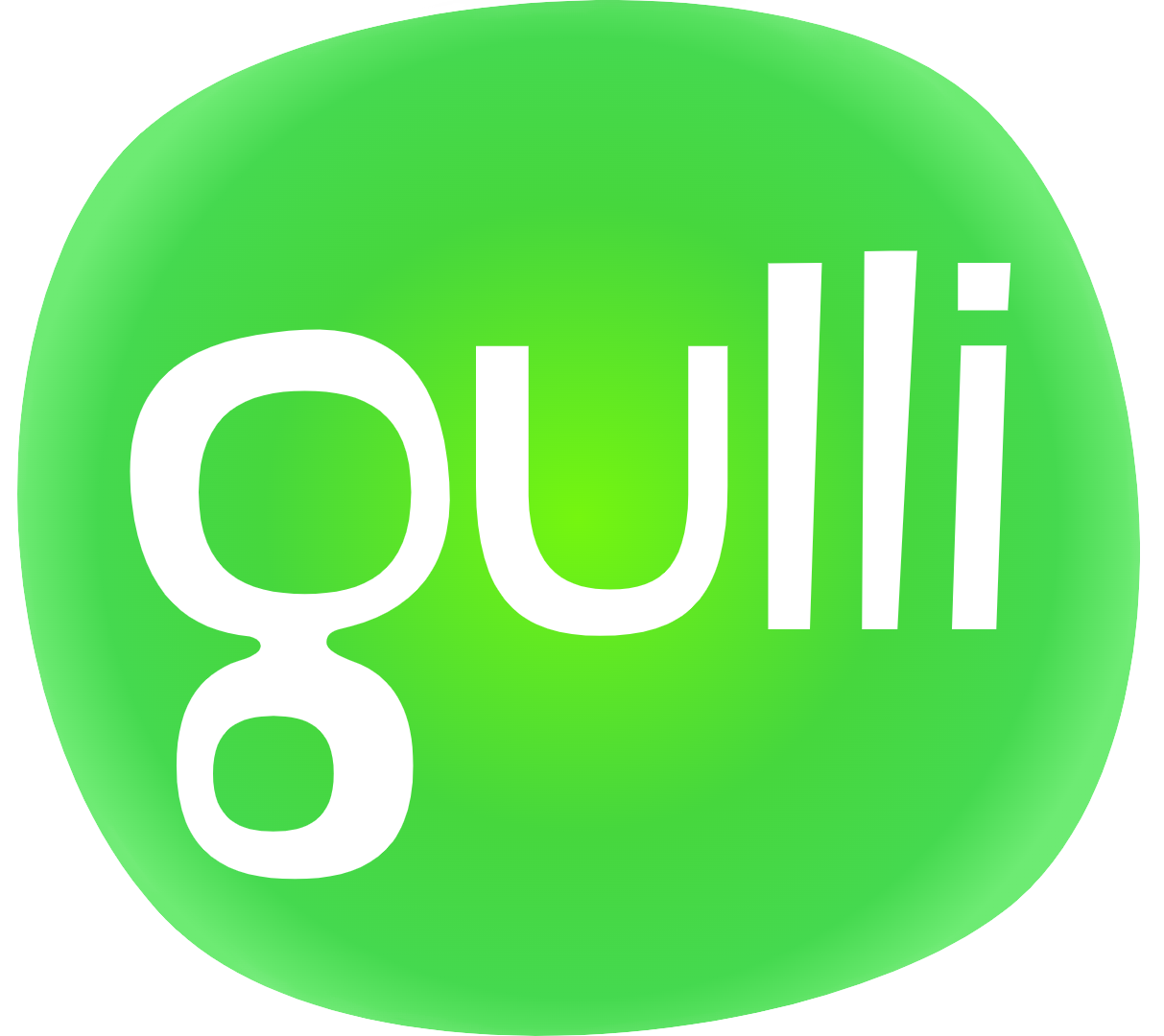
Logo de Gulli depuis le 4 septembre 2023.
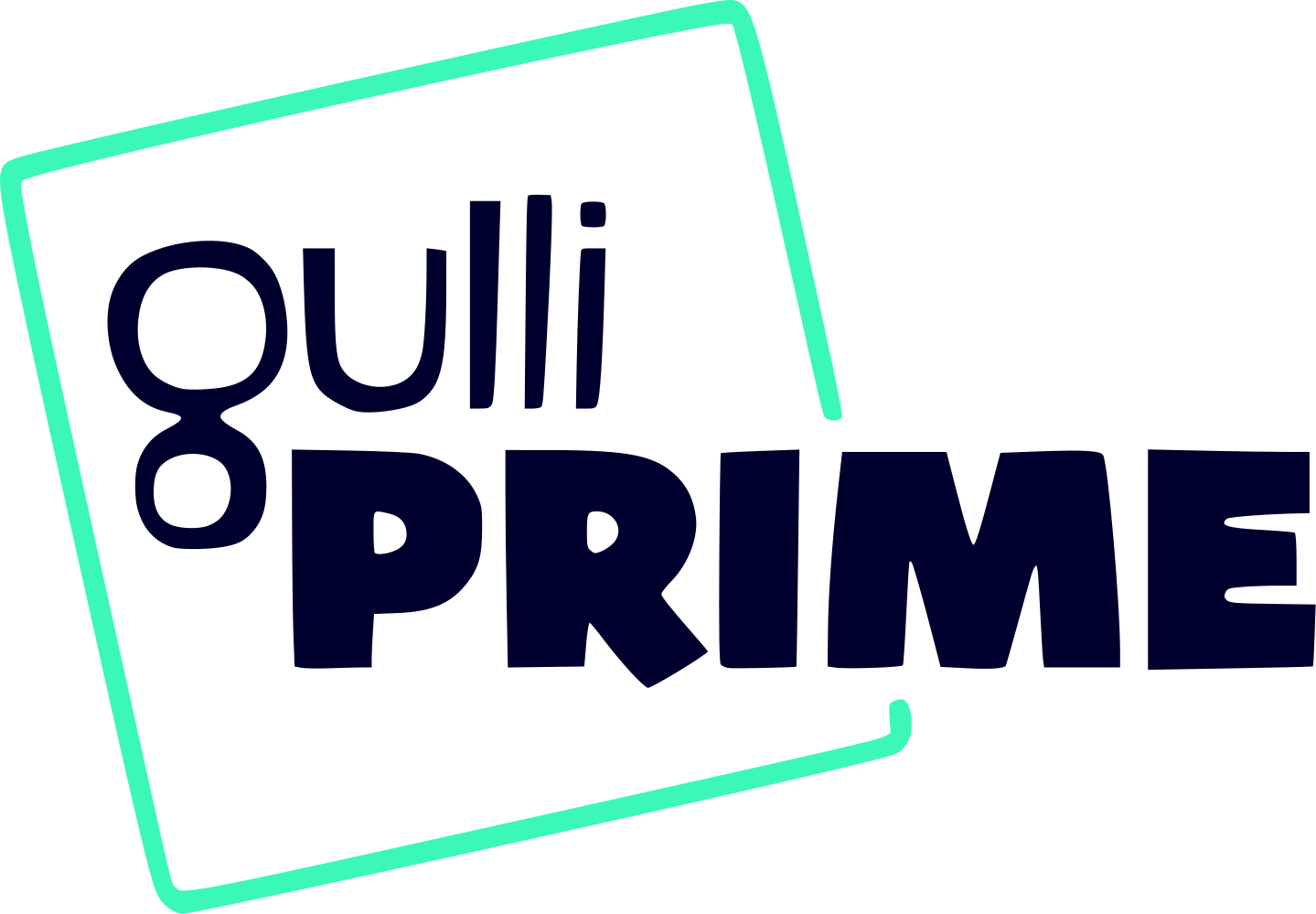
Logo de Gulli Prime depuis le 3 janvier 2022.

Site internet et Replay
Logo de Gulli.fr du 18 novembre 2005 au 8 avril 2010. (Anciennement Gullitv.fr à juin 2008)
Logo de Gulli.fr du 8 avril 2010 au 28 août 2017.
Logo de Gulli.fr du 28 août 2017 au 3 décembre 2024.
Logo de Gulli Replay du 8 avril 2010 au 28 août 2017.
Logo de Gulli Replay du 28 août 2017 au 3 décembre 2024.

### Logos des chaînes dérivées

Logo de Gulli Russie du 12 septembre 2009 à 2015.
Logo de Gulli Russie de 2015 au 15 septembre 2016.
Logo de Gulli Girl du 15 septembre 2016 au 1er septembre 2018.
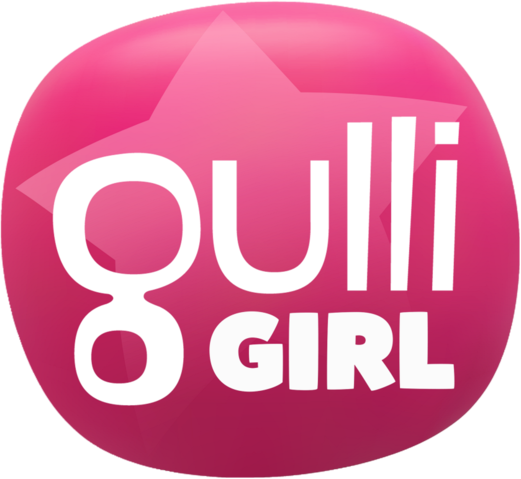
Logo de Gulli Girl depuis le 1er septembre 2018.
Logo de Gulli Africa du 23 mars 2015 au 1er janvier 2018.
Logo de Gulli Africa du 1er janvier 2018 au 5 mai 2024.
Logo de Gulli Africa depuis le 5 mai 2024.
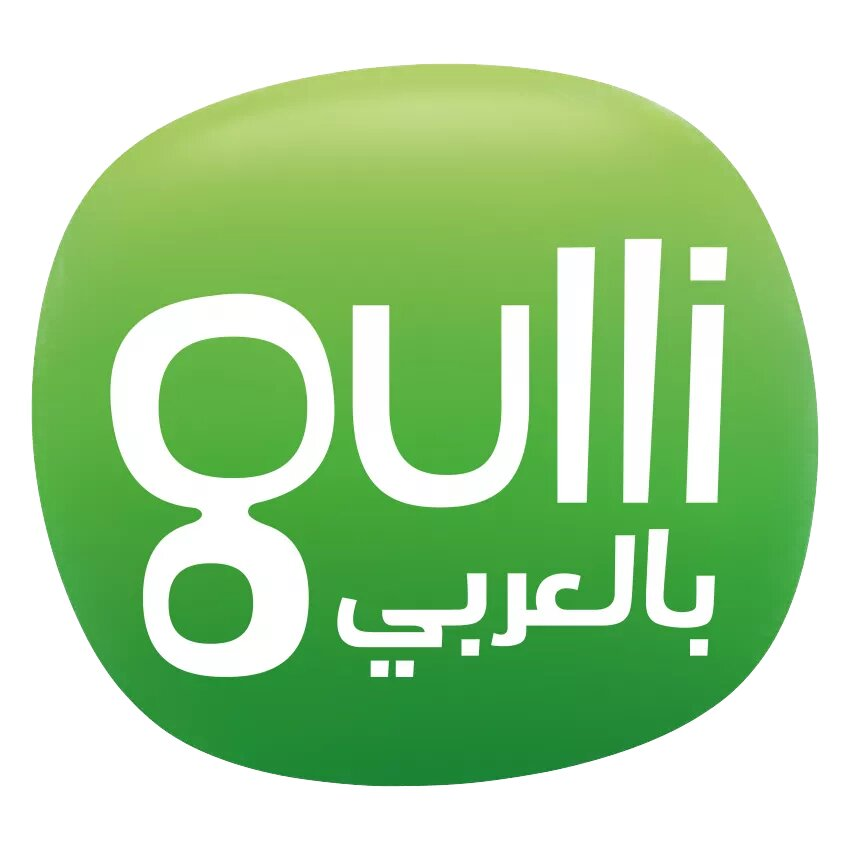
Logo de Gulli Bil Arabi depuis le 28 août 2017.
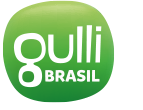
Logo de Gulli Brésil du 9 août 2020 au 18 juin 2023.

### Slogans
- Du 18 novembre 2005 au 26 septembre 2007 : « Gulli, la chaîne des enfants sur la TNT. »
- Du 26 septembre 2007 au 26 décembre 2008 : « Gulli, y en a pour tous les yeux. »
- Du 26 décembre 2008 au 7 avril 2010 : « Gardez le contact ! »
- Du 7 avril 2010 au 3 août 2013 : « Gulli remue toute la famille ! »
- Du 3 août 2013 au 17 mars 2014 : « Gulli, Bienvenue dans la Famili ! »
- Du 17 mars 2014 au 19 janvier 2018 : « Avec Gulli, colore ta vie ! »
- Du 19 janvier 2018 au 18 juillet 2020 : « Gulli, Bienvenue dans la Famili ! »
- Du 18 juillet 2020 au 21 juillet 2024 : « Gulli, la chaîne préférée des enfants… gentils ! »[17]
- Depuis le 21 juillet 2024 au 6 juin 2025 : « Gulli, c'est ma chaîne préférée ! »
- Depuis le 6 juin 2025 : « Gulli, c'est sur la 12 ! »

### Voix antenne
- Marc Duquenoy (depuis le 18 novembre 2005)
- Alain Felicie (depuis le 3 janvier 2022 : Gulli Prime)
- Christopher Minkoulou (depuis le 3 janvier 2022 : Gulli Prime)
- Sandrine Fougère (du 18 novembre 2005 au 27 août 2017)
- Kaycie Chase (depuis le 28 août 2017)

## Dirigeants

### Dirigeants actuels
- Capital : Gulli est éditée par Jeunesse TV SAS au capital de 16 100 000 €, filiale à 100 % du Groupe M6[réf. nécessaire].
- Directeur général des chaînes thématiques : Philippe Bony[18]
- Directeur délégué adjoint du pôle jeunesse : Julien Figue[19]
- Directrice des programmes et des antennes : Coralie Boitrelle-Laigle[20]

### Anciens dirigeants
- Directrice générale : Emmanuelle Guilbart (du 3 octobre 2005 jusqu'à octobre 2010)[21],[22]
- Directrice des programmes : Karine Leysin (du 10 octobre 2005 jusqu'à février 2012)[23]

- Directeur artistique : Yann Duqueroy (de mars 2006 jusqu’à octobre 2009)
- Directrice des Programmes et des Antennes : Caroline Mestik (de 2013 à 2020)
- Directrice déléguée France et International : Caroline Cochaux (de décembre 2015 jusqu'au 1er septembre 2019)[24],[25]

## Présentateurs

### Actuels
- Cartman (depuis 2019)
- Vincent Desagnat (depuis 2024)
- Issa Doumbia (depuis 2019)
- Joan Faggianelli (depuis 2007)
- Mercotte (depuis 2022)
- Benjamin Morgaine (depuis 2024)
- SoAnne (depuis 2022)
- Norbert Tarayre (depuis 2022)

### Anciens présentateurs
- Olivia Adriaco
- Jérôme Anthony
- David Antoine
- Éric Antoine
- Laetitia Barlerin
- Adeline Blondieau
- Ariane Brodier
- Philippe Candeloro
- Guillaume Carcaud
- Benjamin Castaldi
- Camille Cerf
- Vincent Cerutti
- Audrey Chauveau
- Noémie Churlet
- Philippe Dana
- Anaïs Delva
- Vanessa Dolmen
- Justine Fraioli
- Isabelle Giordano
- Olivier Grandjean
- Michaël Gregorio
- Fauve Hautot
- Vincent Lagaf'
- Mac Lesggy
- Maureen Louys
- Chris Marques
- Cécile de Ménibus
- Olivier Minne
- Peggy Olmi
- Anne-Gaëlle Riccio
- Philippe Risoli
- Bruno Roblès
- Carole Rousseau
- Willy Rovelli
- Hélène Ségara
- Moussier Tombola
- Élisa Tovati

## Programmes diffusés
Gulli diffuse des dessins animés, des séries, des émissions, des films et des téléfilms.
La chaîne émet d'abord de 6 h 30 à 23 h à ses débuts, puis de 6 h à minuit, voire jusqu'à 0 h 35.
À ce jour, elle émet 24h/24 et 7 jours/7.

### Séries
Actuellement[Quand ?]
- Alf
- Ma famille d'abord
- Malcolm
- The Middle
- Une famille vraiment Loud

### Émissions
Actuellement
- Battlebots : Le Choc des robots (depuis 2019)
- E=M6 Family (rediffusions)
- Mission Gulliverse (depuis 2022)
- Le Meilleur Pâtissier (depuis 2022)
- Lego Masters (France) (rediffusions)
- Lego Masters USA (depuis 2022)
- Le meilleur des What The Fun Games (depuis 2024)
- Les étoiles du Jouet (depuis 2023)
- Les secrets de vos jouets préférés (depuis 2023)
- Mes tubes en signes (rediffusions)

### Engagements de la chaîne
En octobre 2017, Gulli s'engage dans la lutte contre la souffrance animale en refusant désormais de diffuser des spectacles avec des animaux sauvages. Il en va de même pour toutes les autres chaînes du groupe en France et à l'international.
En juin 2018, Gulli lance #FaisGaffe! afin de sensibiliser les enfants aux dangers d’Internet. Cette campagne de prévention réunit une quinzaine de YouTubeurs qui, dans de courtes vidéos diffusées à l’antenne, sur le site Internet et sur la page YouTube de la chaîne, incitent les enfants à être prudents dans leur usage d’Internet et à y repérer les pièges.
En mars 2020, Gulli lance #TropBienChezToi! afin que les enfants puissent s'occuper à la suite de la pandémie de Covid-19. L'émission propose des idées recettes et donne des idées aux enfants pour inventer de nouveaux jeux de société.

## Audiences
Gulli est la première chaîne de télévision française sur les 1-18 ans, avec une part d'audience sur cette cible de 17,6 % en journée, 19,3 % en sortie d'école (chiffres septembre 2019)
Gulli a battu son record d'audience le 23 février 2012 avec la diffusion en prime-time de La Guerre des boutons. La chaîne a rassemblé en moyenne 1 568 000 téléspectateurs de 4 ans et +, enregistrant 5,7 % de part d’audience globalement, et se classant 1re chaîne nationale sur les 4-10 ans avec 33,2 % de PdA.
Le précédent record est enregistré lors de la diffusion de Garfield 2 le 4 octobre 2011 en prime, avec 1 341 000 téléspectateurs de 4 ans et + en moyenne, plaçant Gulli 1re chaîne de la TNT. Gulli atteint même un pic d’audience de près d’1,5 million de téléspectateurs à 21 h 23. Quelques jours plus tôt, le mardi 27 septembre 2011, Garfield rassemble en moyenne 1 242 000 téléspectateurs de 4 ans et +.
En 2017, Gulli confirme sa position de première chaine nationale sur les enfants. Parmi les audiences les plus importantes, le 4 février, le lancement de la série Dragons : Par-delà les rives ! de DreamWorks enregistre 26,6 % de PdA chez les enfants de 4 à 10 ans. Le 22 avril, le lancement de Safari Go ! présenté par Vincent Cerutti rassemble 451 000 téléspectateurs, soit 2,0 % de l'ensemble des personnes présentes devant leur télévision, dont 24,6 % de PdA chez les 4-10 ans. Le 13 juin, Magic réunit 343 000 téléspectateurs (2,8 % de PDA) et 26,8 % des 4/10 ans.
| Année | Janvier | Février | Mars   | Avril    | Mai      | Juin     | Juillet | Août   | Septembre | Octobre | Novembre | Décembre | Moyenne annuelle | Rang |
| ----- | ------- | ------- | ------ | -------- | -------- | -------- | ------- | ------ | --------- | ------- | -------- | -------- | ---------------- | ---- |
| 2015  | 1,5 %   | 1,7 %   | 1,6 %  | 1,5 %    | 1,6 %    | 1,5 %    | 1,9 %*  | 1,8 %  | 1,7 %     | 1,8 %   | 1,5 %    | 1,7 %    | 1,7 %*           |      |
| 2016  | 1,7 %   | 1,7 %   | 1,5 %  | 1,6 %    | 1,4 %    | 1,4 %    | 1,7 %   | 1,8 %  | 1,6 %     | 1,6 %   | 1,4 %    | 1,5 %    | 1,6 %            |      |
| 2017  | 1,4 %   | 1,6 %   | 1,4 %  | 1,7 %    | 1,5 %    | 1,5 %    | 1,9 %*  | 1,9 %* | 1,5 %     | 1,6 %   | 1,6 %    | 1,8 %    | 1,6 %            | 17e  |
| 2018  | 1,8 %   | 1,7 %   | 1,7 %  | 1,7 %    | 1,6 %    | 1,5 %    | 1,7 %   | 1,8 %  | 1,5 %     | 1,6 %   | 1,6 %    | 1,5 %    | 1,7 %*           | 13e  |
| 2019  | 1,6 %   | 1,6 %   | 1,4 %  | 1,5 %    | 1,3 %    | 1,4 %    | 1,4 %   | 1,5 %  | 1,4 %     | 1,4 %   | 1,2 %    | 1,3 %    | 1,4 %            | 17e  |
| 2020  | 1,2 %   | 1,2 %   | 1,1 %  | 1,2 %    | 1,3 %    | 1,5 %    | 1,6 %   | 1,7 %  | 1,2 %     | 1,2 %   | 1,1 %    | 1,1 %    | 1,3 %            | 17e  |
| 2021  | 1,1 %   | 1,2 %   | 1,1 %  | 1,4 %    | 1,2 %    | 1,2 %    | 1,2 %   | 1,4 %  | 1,1 %     | 1,2 %   | 1,1 %    | 1,1 %    | 1,2 %            | 20e  |
| 2022  | 1,2 %   | 1,2 %   | 1,1 %  | 1,2 %    | 1,1 %    | 1,2 %    | 1,5 %   | 1,5 %  | 1,0 %     | 1,2 %   | 1,2 %    | 1,2 %    | 1,2 %            | 20e  |
| 2023  | 1,0 %   | 1,1 %   | 1,0 %  | 0,9 %**, | 0,9 %**, | 0,9 %**, | 1,1 %   | 1,2 %  | 0,9 %**   | 1,1 %,  | 1,1 %,   | 1,2 %    | 1,0 %**          | 23e  |
| 2024  | 1,1 %   | 1,2 %,  | 1,2 %, | 1,1 %,   | 1,1 %,   | 1,1 %,   | 1,2 %,  | 0,9 %  | 1,0 %     | 1,1 %   | 1,2 %    | 1,1 %    | 21e              |      |
| 2025  | 1,1 %,  | 1,1 %,  | 1,1 %, | 1,2 %    |          |          |         |        |           |         |          |          |                  |      |

Source : Médiamétrie
Légende :

* : maximum historique.
** : minimum historique.
Meilleur score mensuel de l'année.
Moins bon score mensuel de l'année.

|      | Date              | Programme                        | Genre             | Téléspectateurs   | Part de marché    | Références        |
| ---- | ----------------- | -------------------------------- | ----------------- | ----------------- | ----------------- | ----------------- |
| 2005 | Pas d'information | Pas d'information                | Pas d'information | Pas d'information | Pas d'information | Pas d'information |
| 2006 | Pas d'information | Pas d'information                | Pas d'information | Pas d'information | Pas d'information | Pas d'information |
| 2007 | Pas d'information | Pas d'information                | Pas d'information | Pas d'information | Pas d'information | Pas d'information |
| 2008 | Pas d'information | Pas d'information                | Pas d'information | Pas d'information | Pas d'information | Pas d'information |
| 2009 | Pas d'information | Pas d'information                | Pas d'information | Pas d'information | Pas d'information | Pas d'information |
| 2010 | 9 mars            | Le Petit Monde de Charlotte      | Film              | 969 000           | 3,5 %             | ,                 |
| 2011 | 4 octobre         | Garfield 2                       | Film              | 1 341 000         | 5 %               | [ a 5 ]           |
| 2012 | 23 février        | La Guerre des boutons            | Film              | 1 568 000         | 5,7 %             | [ a 4 ]           |
| 2013 | 14 mai            | Planète 51                       | Film              | 1 089 000         | 4,1 %             | [ a 138 ]         |
| 2014 | 25 février        | Maman, j'ai raté l'avion         | Film              | 1 056 000         | 4,1 %             | [ a 139 ]         |
| 2015 | 1er janvier       | La reine des neiges              | Film              | 811 000           | 3,2 %             | [ a 140 ]         |
| 2016 | 22 décembre       | Chicken Run                      | Film              | 943 000           | 3,9 %             | [ a 141 ]         |
| 2017 | 5 avril           | Victor Sauvage                   | Série             | 590 000           | 2,5 %             | [ a 142 ]         |
| 2018 | 26 avril          | Alvin et les Chipmunks 3         | Film              | 687 000           | 2,9 %             | [ a 143 ]         |
| 2019 | 12 mars           | Les Goonies                      | Film              | 585 000           | 2,7 %             | [ a 144 ]         |
| 2020 | 13 avril          | Shrek le troisième               | Film              | 966 000           | 3,4 %             | [ a 145 ]         |
| 2021 | 6 avril           | Shrek le troisième               | Film              | 601 000           | 2,5 %             | [ a 146 ]         |
| 2022 | 11 février        | Jumanji                          | Film              | 774 000           | 3,9 %             | [ a 147 ]         |
| 2023 | 1er décembre      | Qui veut la peau de Roger Rabbit | Film              | 866 000           | 4,6 %             | [ a 148 ]         |

## Diffusion
Depuis son lancement et jusqu'au 10 décembre 2007, la chaîne émet de 6 h 30 à 23 h, date à laquelle le CSA l'a autorisée à étendre sa plage horaire de diffusion de 6 h à 0 h 35 pour renforcer sa programmation à destination des parents et des éducateurs. Depuis la rentrée 2008, la chaîne émet 24h/24.

### TNT
Gulli est diffusée sur le multiplex R2 de la télévision numérique terrestre depuis le 18 novembre 2005 et occupe la position 18, puis 12 dans la numérotation, à partir du 6 juin 2025.

### Télévision sur IP
Gulli est diffusée sur les bouquets de télévision IP par ADSL et Fibre optique en France (Freebox TV, la TV d'Orange, le Bouquet TV de SFR, BBox TV).

### Câble
Gulli est diffusée sur le bouquet SFR Câble.

### Satellite
Gulli est diffusée sur les bouquets TNT Sat et Fransat. Elle est également proposée en format crypté/payant sur Canal depuis le satellite Astra 1 (en haute définition) ainsi que sur Bis Télévisions depuis le satellite Hot Bird.

### Gulli Replay
Gulli Replay est lancé le 8 avril 2010. Ce service de télévision de rattrapage est accessible sur tablette, ordinateur et mobile via une application. Il est disponible chez Numericable depuis le 8 avril 2010 et IPTV chez Free depuis le 29 juin 2010. Il est arrivé chez Orange et SFR NeufBox le 24 juin 2011 et chez Bouygues Telecom le 17 décembre 2011. Il est également disponible au sein de l'offre myCANAL, sur les services OTT comme Molotov TV, évolution et vidéo futur, et via les applications Xbox 360 et HBBTV. Le service enregistre plus de 22 millions de vidéos vues chaque mois.
Gulli affiche 30 millions de vues en moyenne par mois tous supports confondus en 2016.
Le 3 décembre 2024, le site de Gulli Replay ferme et redirige désormais vers le nouveau site de Gulli. Les programmes de la chaîne sont désormais disponibles sur M6+ et l'application Gulli.

### Gulli Max SVOD
Gulli édite ses propres offres SVOD, accessibles principalement via l'application GulliMax créée en juin 2014,. Les programmes de la chaîne sont également accessibles via le Pass Gullissime sur le parc iptv de Bouygues Telecom, et via le Pass Gulli sur le service OTT Wuaki.TV.
Enfin, Gulli alimente des corners dédiés au sein du Pass Kids sur SFR et du Kids Pass Proximus, et le service est disponible pour les abonnés TV by Canal des Freebox de Free.

### Gulli Africa
Elle a été lancée le 23 mars 2015 sur Canalsat Afrique,. Gulli Africa est accessible dans 24 pays en Afrique sub-saharienne et francophone (Bénin, Burkina Faso, Burundi, Cameroun, République du Congo, Comores, Côte d'Ivoire, Djibouti, Gabon, Ghana, Guinée-Bissau, Guinée Conakry, Guinée équatoriale, Madagascar, Mali, Mauritanie, Niger, Nigeria, République Centrafricaine, République démocratique du Congo, Rwanda, Sénégal, Tchad et Togo),,. Gulli Africa est disponible exclusivement sur les bouquets Canal+ à partir de la formule Evasion, les enfants et leurs familles peuvent découvrir, en langue française uniquement, une grille des programmes exclusive et dédiée au continent africain,.
Gulli est disponible à l'île Maurice via une souscription à My.T (télévision par ADSL), filiale d’Orange.

### Gulli Girl (ex-Gulli Russie)
La chaîne Gulli est implantée en Russie depuis le 12 septembre 2009.
Chaîne câble/satellite pour la famille, Gulli Russie est reçue dans plus de 5 millions de foyers dans les territoires russophones.
La chaîne propose des animations et des séries telles que Winx Club, Mia et Moi, Transformers Rescue Bots, Power Rangers : Dino Charge, Foot 2 rue extrême…
Le 15 septembre 2016, Gulli Russie devient Gulli Girl.
La chaîne est disponible en France sur le canal 479 de la TV d'Orange dans Le Bouquet Russe, sur le canal 603 pour les abonnés Bouygues Télécom dans le bouquet Russe et sur le canal 711 sur la Freebox TV dans le bouquet Russe
Le 13 décembre 2023, Gulli Girl et TiJi ont été cesser d'émettre en Biélorussie.

### Gulli Bil Arabi
Lagardère Active a annoncé le 28 juin 2017 le lancement de Gulli Bil Arabi sur toute l'Afrique du Nord et le Moyen-Orient. Diffusée en langue arabe, cette nouvelle déclinaison internationale couvre 18 pays : Algérie, Bahreïn, Djibouti, Égypte, Irak, Jordanie, Koweït, Liban, Libye, Mauritanie, Maroc, Oman, Qatar, Arabie saoudite, Somalie, Tunisie, Émirats arabes unis, Yémen. Gulli est désormais présent dans 45 pays. Elle diffuse des séries animées que Gulli France ne diffuse pas, comme la saison 1 de Marsupilami de Marathon Media, Marcus Level, Les Dalton et Les Aventures de Petit Ours Brun. La chaîne propose une programmation adaptée aux modes de vie et aux rythmes scolaires des jeunes téléspectateurs du monde arabe.
Le 29 mai 2018, Gulli Bil Arabi arrive sur Bouygues Telecom en France (canal 660) et sur Free depuis septembre 2019 dans le bouquet Maghreb+ (canal 580).
Le 15 mai 2020, le service My-HD (le fournisseur de télévision où Gulli Bil Arabi est inclus) ferme ses portes.
Avant 2024, la chaîne était disponible sur Shahid.

### Gulli Brasil
Gulli est lancé au Brésil le 9 août 2020 sur l'opérateur satellite brésilien BluTV sur la chaîne 278. Il s'agit de la première extension de la chaîne vers les Amériques.  Le 1er octobre 2020, Gulli s'est développée hors du Brésil, lançant la chaîne sur les opérateurs StarTimes, TMT au Mozambique et POST au Luxembourg. Le 4 novembre 2020, Gulli a été officiellement lancé sur le marché brésilien. Elle cesse d'émettre le 18 juin 2023.

## Site Internet
Dès son lancement, la chaîne propose un site Internet intitulé à l'époque Gullitv.fr.
Gulli.fr est le premier site média enfant avec 1,4 million de visiteurs uniques chaque mois.[réf. nécessaire]
Il proposait notamment une radio[source secondaire souhaitée].

## Diversification

### Les Espoirs de l'Animation
Le concours Les Espoirs de l'Animation est une initiative de Canal J, élargie en 2013 à Gulli et TiJi, en partenariat avec le Syndicat des Producteurs de Films d'Animation, le CNC et la SACD. En 2017, à l’occasion de sa 16e édition lors du Festival international du film d'animation d'Annecy, il est pour la première fois parrainé par l'Observatoire Éducation et médias du CSA,.

### Les applications Gulli
L'application gratuite Gulli est disponible sur tablette et smartphone iOS, Windows 8, Android et compatible Chromecast. Elle intègre Gulli Replay. En 2017, elle est téléchargée plus de 5 millions de fois.
L'application GulliMax, lancée en 2014 en partenariat avec la startup Chocolapps, propose un service VOD avec plus de 1200 épisodes de dessins animés, et des contenus pour enfants : des histoires interactives (Les Trois Petits Cochons, Boucle d'or, Robin des Bois, Peter Pan…), des jeux (puzzle, 7 différences, cache-cache…) ainsi que des activités éducatives (Le Petit Marché, KidEcook…). Actuellement, l'application a plus de 1 000 000 téléchargements.

### La presse Gulli
Gulli, le mag existe depuis juillet 2008. Ce magazine est publié tous les deux mois. Il contient des jeux, des bandes dessinées, et des articles d'actualité sur les héros de la chaîne Gulli. Des posters et des primes sont adjoints à chaque numéro. Le prix au numéro est de 3,90 € (l'ancien prix jusqu'au 5e numéro s'élève à 4,50 €, et les hors-séries coûtent 4,90 €),. Gulli édite également Gulli Jeux, Gulli Héros et Gulli Doo (anciennement Les récrés de TiJi) (40 000 exemplaires par titre).

### Gulli Parc
Le 24 octobre 2011, la chaîne étend son activité en ouvrant son premier parc de loisirs en intérieur dans un centre commercial à Bry-sur-Marne : 1 000 m2 pour les 3-12 ans avec des parcours d'aventure pour s'amuser en famille. Le logo Gulli Parc a été réalisé par l'agence Nude Design Management.
En 2024, Gulli acquiert la société La boîte aux enfants gérant ses parcs de loisirs, soit 25 parcs dont 13 sous licence Gulli Parc, avec pour objectif d'en doubler leur nombre,.

### La tablette tactile by Gulli
En octobre 2012, Gulli et KD (concepteur et fabricant des tablettes Kurio) lancent une tablette tactile. Fin 2015, ils proposent une nouvelle tablette, dotée d’un processeur Quad Core, d’un OS Android 5.0 Lollipop et d’un contrôle parental.
En septembre 2016, Gulli lance la 2e version de sa tablette pour les enfants et la famille.

### Autres produits dérivés
Gulli propose également :
- le Drone caméra by Gulli[64] ;
- de l'équipement audio produit par la firme Metronic : une enceinte Bluetooth, un radio réveil, un lecteur CD, un casque ;
- un Jeu de plateau In ze boite[65].
- des compilations musicales : Les Hits de Gulli / Gulli Dance Kids / Gulli Party[66] ; pour faire la promotion de la chaîne, Gulli a créé Gullia, une chanteuse virtuelle, qui a sorti plusieurs albums ;
- des DVD : Sélection Gulli – Fox Pathé Europa, Gulli Vidéo avec Citel ;
- des livres : Je découvre avec Gulli ;
- la Croisière Gulli : à l’occasion des vacances de la Toussaint, la chaîne propose une offre de croisière adaptée aux enfants et à leurs familles en Méditerranée, animée par Joan Faggianelli, présentateur du jeu In ze boîte[67] ;
- des baskets personnalisables Gulli, en partenariat avec San Marina[68],[69] ;
- des jeux de société sous le label IlluGames[70].

### Audiences
1. 1 2  « Gulli lance « Gulli Prime » », sur ozap.com (consulté le 3 janvier 2022)
2. 1 2  « Gulli : campagne de publicité TV pour la case Gulli Prime », sur satellifacts.com (consulté le 4 janvier 2022)
3. ↑  « Audiences septembre 2019 : nouvelle famille (Groupe M6) pour Gulli et les enfants ont suivi ! », twitter.com,‎ 30 septembre 2019 (lire en ligne, consulté le 30 septembre 2019).
4. 1 2  Julien Lalande, « Audiences : "RIS" et "Des paroles et des actes" se disputent la première place, gros succès pour Gulli et TMC », sur ozap.com, 24 février 2012 (consulté le 7 août 2018).
5. 1 2  « Nouveau record d’audience historique pour Gulli avec 1 341 000 téléspectateurs », sur mediatoon-licensing.com, 17 octobre 2011.
6. ↑  « Dragons, par-delà les rives : carton d’audience pour Gulli, devant TF1 le matin », Toutelatele,‎ 8 juin 2017 (lire en ligne, consulté le 9 juillet 2017).
7. ↑  « Audiences : Bilan correct pour "Safari Go" sur Gulli », sur ozap.com, 21 mai 2017 (consulté le 9 juillet 2017).
8. ↑  « Magic monte en puissance, Gulli devant Grey’s Anatomy (NT1) et C’est mon choix (Chérie 25) », Toutelatele,‎ 14 juin 2017 (lire en ligne, consulté le 9 juillet 2017).
9. ↑  « Audiences TNT (janvier 2015) : TF1 (21.8%) en recul, France 2 (14.5%) en hausse, BFM TV (3%) informe », sur Toutelatele, 9 février 2015 (consulté le 3 octobre 2022)
10. ↑  « Audiences TNT (février 2015) : W9 leader en prime, D8 vise ses cibles et les chaînes info retrouvent leur niveau », sur Toutelatele, 9 mars 2015 (consulté le 3 octobre 2022)
11. ↑  « Audiences TNT (mars 2015) : Des records pour HD1 et RMC Découverte, W9 et Gulli en repli », sur Toutelatele, 8 avril 2015 (consulté le 3 octobre 2022)
12. ↑  « Audiences TNT (avril 2015) : Chérie 25 explose son record, 6ter et HD1 se disputent les ménagères », sur Toutelatele, 11 mai 2015 (consulté le 3 octobre 2022)
13. ↑  « Audiences TNT (mai 2015) : des records historiques pour D8, TMC, NT1 et RMC Découverte », sur Toutelatele, 11 juin 2015 (consulté le 3 octobre 2022)
14. ↑  « Audiences TNT (juin 2015) : Le groupe M6 boosté par L’amour est dans le pré et la Coupe du monde », sur Toutelatele, 6 juillet 2015 (consulté le 3 octobre 2022)
15. ↑  « Audiences TNT (juillet 2015) : France Télévisions à la fête, Gulli séduit les plus jeunes », sur Toutelatele, 11 août 2015 (consulté le 3 octobre 2022)
16. ↑  « Audiences TNT (août 2015) : TF1 poursuit sa chute historique, 6ter s’envole », sur Toutelatele, 8 septembre 2015 (consulté le 3 octobre 2022)
17. ↑  « Audiences TNT (septembre 2015) : TF1 gagne du terrain, NRJ12 devancée par France 4 », sur Toutelatele, 6 octobre 2015 (consulté le 3 octobre 2022)
18. ↑  « Audiences TNT (octobre 2015) : Le groupe TF1 repasse devant France Télévisions », sur Toutelatele, 9 novembre 2015 (consulté le 3 octobre 2022)
19. ↑  « Audiences TNT (novembre 2015) : BFM TV 5e chaine la plus regardée devant D8, Chérie 25 en nette progression », sur Toutelatele, 8 décembre 2015 (consulté le 3 octobre 2022)
20. ↑  « Audiences TNT (décembre 2015) : Les chaines TNT du groupe TF1 et France 4 achèvent l’année avec succès », sur Toutelatele, 12 janvier 2016 (consulté le 3 octobre 2022)
21. ↑  « Audiences TNT (Janvier 2016) : Le groupe TF1 en baisse, M6 dynamisée, Record pour L’équipe 21 et RMC Découverte », sur Toutelatele, 2 février 2016 (consulté le 3 octobre 2022)
22. ↑  « Audiences TNT (Février 2016) : TF1 et France 2 en hausse, le groupe M6 accuse un repli », sur Toutelatele, 3 mars 2016 (consulté le 3 octobre 2022)
23. ↑  « Audiences TNT (Mars 2016) : les groupes TF1 et NRJ en progression, France Télévisions et M6 en recul », sur Toutelatele, 5 avril 2016 (consulté le 3 octobre 2022)
24. ↑  « Audiences TNT (Avril 2016) : la baisse de TF1, le record de HD1, la discrète arrivée de LCI », sur Toutelatele, 3 mai 2016 (consulté le 3 octobre 2022)
25. ↑  « Audiences TNT (Mai 2016) : M6 regonflée à bloc, TF1 se maintient, France 3 rechute », sur Toutelatele, 31 mai 2016 (consulté le 3 octobre 2022)
26. ↑  « Audiences TNT (Juin 2016) : le Groupe M6 décroche 15%, TF1 en légère hausse, D8 et France Télévisions en baisse », sur Toutelatele, 6 juillet 2016 (consulté le 3 octobre 2022)
27. ↑  « Audiences TNT (Juillet 2016) : Le groupe TF1 à 25%, M6 au beau fixe à 15.4%, RMC Découverte et L’Equipe 21 au plus haut », sur Toutelatele, 2 août 2016 (consulté le 3 octobre 2022)
28. ↑  « Audiences TNT (Août 2016) : M6 en forte baisse, France 3 boostée, TMC leader TNT », sur Toutelatele, 30 août 2016 (consulté le 3 octobre 2022)
29. ↑  « Audiences TNT (Septembre 2016) : TF1 et M6 reboostées, NT1 réalise son record historique, le groupe M6 gagnant sur un an », sur Toutelatele, 4 octobre 2016 (consulté le 3 octobre 2022)
30. ↑  « Audiences TNT (Octobre 2016) : Le groupe TF1 se maintient face à France Télévisions, durablement en baisse », sur Toutelatele, 2 novembre 2016 (consulté le 3 octobre 2022)
31. ↑  « Audiences TNT (Novembre 2016) : TF1 confirme son leadership, France 3 remonte, BFM TV puissante », sur Toutelatele, 29 novembre 2016 (consulté le 3 octobre 2022)
32. ↑  Charles Decant, « Audiences annuelles 2016 : TF1, France 2, France 3 et Canal+ au plus bas », sur ozap.com, 2 janvier 2017 (version du 5 janvier 2017 sur Internet Archive)
33. ↑  « Audiences TNT (Janvier 2017) : TF1 repasse sous les 20%, M6 frôle les 10%, France 5 en forme », sur Toutelatele, 31 janvier 2017 (consulté le 3 octobre 2022)
34. ↑  « Audiences TNT (Février 2017) : TF1 en baisse, NRJ12 boostée, Nouveaux records pour BFM TV et RMC Découverte », sur Toutelatele, 1er mars 2017 (consulté le 3 octobre 2022)
35. ↑  « Audiences TNT (Mars 2017) : Forte remontée de TF1 face à France 2 en mal d’audience, BFM TV puissante, record pour LCI », sur Toutelatele, 7 avril 2017 (consulté le 3 octobre 2022)
36. ↑  « Audiences TNT (Avril 2017) : Le groupe TF1 en net repli, BFMTV leader TNT, Gulli portée par les vacances », sur Toutelatele, 5 mai 2017 (consulté le 3 octobre 2022)
37. ↑  « Audiences TNT (Mai 2017) : Le groupe TF1 en forte hausse, France 3 atteint son plus bas niveau, TMC leader TNT, LCI devance Cnews », sur Toutelatele, 1er juin 2017 (consulté le 3 octobre 2022)
38. ↑  « Audiences TNT (Juin 2017) : la plus forte hausse revient au groupe M6, C8 et TMC font jeu égal, France 4 et HD1 au même niveau », sur Toutelatele, 5 juillet 2017 (consulté le 3 octobre 2022)
39. ↑  « Audiences TNT (Juillet 2017) : M6 en hausse face au Tour de France triomphant, C8 et TMC s’effondrent sans leurs talks », sur Toutelatele, 2 août 2017 (consulté le 3 octobre 2022)
40. ↑  « Audiences TNT (août 2017) : TF1 et M6 reboostées, France 2 recule nettement, L’Equipe au top », sur Toutelatele, 6 septembre 2017 (consulté le 3 octobre 2022)
41. ↑  « Audiences TNT (septembre 2017) : TF1 repasse la barre des 20%, 6ter s’impose devant HD1, C8 prend l’avantage sur TMC », sur Toutelatele, 3 octobre 2017 (consulté le 3 octobre 2022)
42. ↑  « Audiences TNT (Octobre 2017) : TF1 se maintient, France 3 proche de M6, HD1 et 6ter ex-eaquo, France info à 0.3% », sur Toutelatele, 2 novembre 2017 (consulté le 3 octobre 2022)
43. ↑  « Audiences TNT (Novembre 2017) : le groupe TF1 en forme, M6 stagne, C8 poursuit son érosion », sur Toutelatele, 5 décembre 2017 (consulté le 3 octobre 2022)
44. ↑  « Audiences TNT (Janvier 2018) : TF1 et France 2 progressent, C8 en perte de vitesse, TMC en repli, RMC Découverte s’envole », sur toutelatele.com, 29 janvier 2018 (consulté le 29 janvier 2018).
45. ↑  « Audiences TNT (Février 2018) : NRJ12, C8 et TMC en forte baisse, France Télévisions s’envole avec les JO », sur toutelatele.com, 27 février 2018 (consulté le 27 février 2018).
46. ↑  « Audiences TNT (Mars 2018) : TF1 et M6 à la peine, C8 et TMC en baisse, RMC Découverte au top », sur toutelatele.com, 5 avril 2018 (consulté le 5 avril 2018).
47. ↑  « Audiences TNT (Avril 2018) : TF1 et France 3 en pleine embellie, M6 chute, Numéro 23 bondit », sur toutelatele.com, 30 avril 2018 (consulté le 30 avril 2018).
48. ↑  « Audiences mai : sous les 20%, France 2 en forme, M6 souffre encore, RMC Découverte au plus haut », sur ozap.com, 4 juin 2018 (consulté le 4 juin 2018).
49. ↑  « Audiences juin : TF1 s'envole grâce à la Coupe du monde, France 3 résiste bien, M6 au plus bas », sur ozap.com, 2 juillet 2018 (consulté le 2 juillet 2018).
50. ↑  « Audiences juillet : TF1 au plus haut depuis 2015 grâce à la Coupe du monde, pire mois historique pour M6 et Canal+ », sur ozap.com, 1er août 2018 (consulté le 1er août 2018).
51. ↑  « Audiences août : TF1 repasse sous les 20%, RMC Découverte, Numéro 23, Chérie 25 et Franceinfo au plus haut », sur ozap.com, 3 septembre 2018 (consulté le 3 septembre 2018).
52. ↑  « Audiences septembre : TF1 leader en légère hausse, France 2 progresse fortement, M6 repasse devant France 3 », sur ozap.com, 1er octobre 2018 (consulté le 1er octobre 2018).
53. ↑  « Audiences octobre : TF1 leader en forte hausse, France 3 en forme, TFX et 6ter en difficulté », sur ozap.com, 29 octobre 2018 (consulté le 29 octobre 2018).
54. ↑  « Audiences TNT (novembre 2018) : France 2 seule historique en hausse, BFMTV leader TNT, les chaines info progressent... », sur toutelatele.com, 3 décembre 2018 (consulté le 3 décembre 2018).
55. ↑  « Audiences TNT (décembre 2018) : TF1 en recul, M6 fait du surplace, France 5 et L’Equipe TV en hausse, les chaines info font un bond », toutelatele.com,‎ 31 décembre 2018 (lire en ligne, consulté le 31 décembre 2018).
56. ↑  « Audiences janvier : TF1 leader en baisse, France 2 en grand, M6 faiblit, C8 devant TMC », sur ozap.com, 4 février 2019 (consulté le 4 février 2019).
57. ↑  « Audiences février : TF1 stable sous les 20%, M6 double France 3 en forte baisse, Canal+ et LCI en forme », sur ozap.com, 4 mars 2019 (consulté le 4 mars 2019).
58. ↑  « Audiences mars : TF1 remonte, France 2 en forme, France 3 devant M6, France 5 au plus haut », sur ozap.com, 2 avril 2019 (consulté le 2 avril 2019).
59. ↑  « Audiences avril : TF1 leader en forte baisse, France 2 remonte, 6ter, CStar et LCI en forme, TFX en difficulté », sur ozap.com, 29 avril 2019 (consulté le 29 avril 2019).
60. ↑  « Audiences mai : TF1 leader en baisse, France 3 sous les 9% de PDA, M6 souffre, TMC distance C8 », sur ozap.com, 3 juin 2019 (consulté le 3 juin 2019).
61. ↑  « Audiences juin : TF1 garde la tête, France 2 en forme, M6 faiblit, TMC puissante avec la Coupe du monde féminine », sur ozap.com (consulté le 1er juillet 2019).
62. ↑  « Audiences juillet : TF1 à son plus bas historique, France 2 au plus haut depuis 2010, C8 et Gulli souffrent », sur ozap.com (consulté le 29 juillet 2019).
63. ↑  « Audiences TNT (août 2019) : TF1 et M6 en repli, TMC leader, C8 ex-æquo avec W9 et RMC Découverte », sur toutelatele.com (consulté le 2 septembre 2019).
64. ↑  « Audiences TNT (septembre 2019) : C8 et W9 stagnent, France 2 et France 3 seules en hausse, LCI décolle, Gulli et L'Equipe TV à égalité », sur toutelatele.com (consulté le 30 septembre 2019).
65. ↑  « Audiences octobre : TF1 repasse les 20 %, record historique pour Arte, France 5 en forme », sur ozap.com (consulté le 4 novembre 2019).
66. ↑  « Audiences novembre : TF1 leader sous les 20%, France 2 en forme, M6 remonte la pente, Gulli au plus bas depuis 11 ans », sur ozap.com (consulté le 2 décembre 2019).
67. ↑  « Audiences TV TNT (décembre 2019) : M6 en progression, TF1 en stagnation, TMC en pleine euphorie face à C8... », sur toutelatele.com (consulté le 30 décembre 2019).
68. ↑  « Audiences janvier : TF1 à l'un de ses plus bas niveaux, France 2 en grande forme, Gulli et CStar en difficultés », sur ozap.com (consulté le 3 février 2020).
69. ↑  « Audiences février : TF1 leader, France 2 en forme, France 5 et RMC Story ai plus haut, NRJ 12 au plus bas depuis 2009 », sur ozap.com (consulté le 2 mars 2020).
70. ↑  « Audiences mars : TF1 leader en baisse, France 2 brille, record historique pour BFMTV, LCI et Franceinfo », sur ozap.com (consulté le 30 mars 2020).
71. ↑  « Audiences avril : TF1 petit leader, France 2 en forme, M6 reprend des couleurs, Arte, RMC Découverte et LCI au plus haut », sur ozap.com (consulté le 4 mai 2020).
72. ↑  « Audiences mai : TF1 reprend des couleurs, F2 se tasse, F3, M6, BFMTV, les RMC et LCI en forme, F4 au plus bas », sur ozap.com (consulté le 1er juin 2020).
73. ↑  « Audiences juin : TF1 leader en baisse, France 3 et W9 en forme, Arte et RMC Story au top », sur ozap.com (consulté le 29 juin 2020).
74. ↑  « Audiences juillet : TF1 leader, M6 au plus bas, records historiques pour Arte, les RMC, TF1SF et Franceinfo », sur ozap.com (consulté le 3 août 2020).
75. ↑  « Audiences août : TF1 leader en hausse, record historique pour L'Equipe, M6, TMC et France 4 en difficulté », sur ozap.com (consulté le 31 août 2020).
76. ↑  « Audiences septembre : TF1 petit leader, F2 et F3 très en forme, C8 battue par TMC, W9, Arte et BFMTV, CNews au top », sur ozap.com (consulté le 29 septembre 2020).
77. ↑  « Audiences octobre : TF1 leader, M6 et BFMTV en forme, Arte au top, record historique pour CNews, F4 et C8 dévissent », sur ozap.com (consulté le 2 novembre 2020).
78. ↑  « Audiences décembre : TF1 et M6 au plus haut en 2020, Arte et TMC à égalité, CNews en hausse, France 4 chute », sur ozap.com (consulté le 30 décembre 2020)
79. ↑  « Audiences annuelles 2020 : TF1 petit leader, F2, F3 et M6 en hausse, les chaînes info au top, C8 dévisse », sur ozap.com (consulté le 4 janvier 2021).
80. ↑  « Audiences janvier : TF1 en forme, BFMTV 6e chaîne de France devant Arte et TMC, record historique pour CNews », sur ozap.com (consulté le 1er février 2021).
81. ↑  « Audiences février : TF1 leader en forme, F2 en hausse, M6 au top grimpe sur le podium, Arte et CNews survitaminées », sur ozap.com (consulté le 1er mars 2021).
82. ↑  « Audiences mars : TF1 à la fête, M6 au top sur les FRDA-50, record historique égalé pour CNews, France 4 en souffrance », sur mediametrie.fr (consulté le 29 mars 2021).
83. ↑  « Audiences avril : TF1 et M6 en forme, France 2 stable, France 5 5e mais en baisse, BFMTV agrandit l'écart avec CNews », sur ozap.com (consulté le 3 mai 2021).
84. ↑  « Audiences mai : TF1 frôle les 20%, France 2 en forme, M6 et F3 au coude-à-coude, record historique pour CNews », sur ozap.com (consulté le 31 mai 2021).
85. ↑  « Audiences juin : TF1 petit leader, France 2 et M6 bondissent, TMC bat France 5, BFMTV creuse l'écart avec CNews », sur ozap.com (consulté le 28 juin 2021).
86. ↑  « Audiences juillet : TF1 solide, France 2 et France 3 s'envolent, M6 faiblarde, BFMTV tient en respect CNews », sur ozap.com (consulté le 2 août 2021)
87. ↑  « Audiences août : TF1 recule, F2 et F3 à un bon niveau, M6 en difficulté, records pour BFMTV et CNews », sur ozap.com (consulté le 30 août 2021)
88. ↑  « Audiences septembre : TF1 solide leader creuse l'écart, F2 et F3 souffrent, rentrée record pour BFMTV et CNews », sur ozap.com (consulté le 4 octobre 2021)
89. ↑  « Audiences octobre : TF1 solide leader, M6 double F3, C8 en forme, CNews se rapproche de BFMTV », sur ozap.com (consulté le 2 novembre 2021)
90. ↑  « Audiences novembre : TF1 leader mais en baisse, F2 au top, F3 en repli, C8 et Cnews en forme », sur ozap.com (consulté le 5 décembre 2021)
91. ↑  « Audiences décembre : TF1 proche de son plus bas historique, F2 et F5 paradent, M6 souffre, les chaînes infos en hausse », sur ozap.com (consulté le 3 janvier 2022)
92. ↑  « Audiences annuelles 2021 : TF1 leader en hausse, F2 au top réduit l'écart, records historiques pour CNews et RMC Story », sur ozap.com (consulté le 5 janvier 2022)
93. ↑  « Audiences janvier : TF1 leader très faible, France 2 et France 3 à la fête, M6 en baisse, C8 et TMC à égalité », sur ozap.com (consulté le 1er février 2022)
94. ↑  « Audiences février : TF1 leader égale son plus bas historique, F2 et F3 boostées par les JO, les chaînes info au top », sur ozap.com (consulté le 1er mars 2022)
95. ↑  « Audiences mars : TF1 en petite forme, France 3 et M6 font jeu égal, records historiques pour les chaînes info », sur ozap.com (consulté le 4 avril 2022)
96. ↑  « Audiences avril : TF1 leader en forte baisse, F2 progresse, M6 faible, BFMTV et LCI bondissent », sur ozap.com (consulté le 3 mai 2022)
97. ↑  « Audiences mai : TF1 leader en nette baisse, F2 en hausse, F3 plus forte que M6, BFMTV et LCI au top », sur ozap.com (consulté le 1er juin 2022)
98. ↑  « Audiences juin : TF1 limite la casse, M6 souffre, BFMTV en forme, record historique égalé pour L'équipe », sur ozap.com (consulté le 4 juillet 2022)
99. ↑  « Audiences juillet : TF1 et M6 au plus bas historique, France Télévisions rafle la mise », sur ozap.com (consulté le 2 août 2022)
100. ↑  « Audiences TV TNT (Août 2022) : LCI au coude à coude avec CNews, TF1 Séries Films chute, BFMTV puissante... », sur toutelatele.com (consulté le 29 août 2022)
101. ↑  « Audiences septembre 2022 : La crise avec Canal+ fait plonger la moyenne de TF1 à son plus bas historique », sur ozap.com (consulté le 4 octobre 2022)
102. ↑  « Audiences octobre 2022 : TF1 égale sa pire audience historique, M6 plonge, C8 en forme, record pour LCI proche de CNews », sur ozap.com (consulté le 2 novembre 2022)
103. ↑  « Audiences novembre 2022 : TF1 dopée par la Coupe du monde, France 3 double M6 qui s'effondre, succès confirmé pour LCI », sur ozap.com (consulté le 30 novembre 2022)
104. ↑  « L'audience de la télévision en 2022 », sur mediametrie.fr (consulté le 2 janvier 2023)
105. ↑  « Audiences annuelles 2022 : TF1, historiquement faible mais leader devant France 2, M6 à son plus bas depuis 1992 », sur oazp.com (consulté le 4 janvier 2023)
106. ↑  « Audiences janvier 2023 : TF1 leader en baisse avec France 2 à ses trousses, M6 dévisse encore, C8 double Arte et TMC », sur ozap.com (consulté le 1er février 2023)
107. ↑  « Audiences février 2023 : France 2 grossit dans le rétroviseur de TF1, France 3 en nette baisse, LCI progresse encore », sur ozap.com (consulté le 1er mars 2023)
108. ↑  « Audiences mars 2023 : TF1 respire, France 2 grignote son retard, C8 s'envole, BFMTV et franceinfo: trébuchent », sur ozap.com (consulté le 4 avril 2023)
109. ↑  « Audiences avril 2023 : TF1 leader à la peine devant France 2 qui remonte, belle percée de France 3 et C8, BFMTV chute », sur ozap.com (consulté le 3 mai 2023)
110. ↑  « Audiences mai 2023 : TF1 leader stable, France 2 progresse encore, record historique pour LCI qui rattrape CNews », sur ozap.com, 31 mai 2023 (consulté le 31 mai 2023)
111. ↑  « Audiences juin 2023 : France 2 réduit encore l'écart avec TF1, France 3 dévisse, M6 s'enfonce sous les 8% », sur ozap.com, 5 juillet 2023 (consulté le 5 juillet 2023)
112. ↑  « Audiences juillet 2023 : TF1 s'impose au finish contre France 2 au terme d'un match à suspense », sur ozap.com, 31 juillet 2023 (consulté le 31 juillet 2023)
113. ↑  « Audiences août 2023 : TF1 à la fête grâce au XV de France et l'information, plus mauvais mois de l'année pour France 2 », sur ozap.com, 6 septembre 2023 (consulté le 6 septembre 2023)
114. ↑  « Audiences septembre 2023 : TF1 à son plus haut niveau de l'année, dopée par le rugby, M6 fait jeu égal avec France 3 », sur ozap.com, 3 octobre 2023 (consulté le 3 octobre 2023)
115. ↑  « Audiences octobre 2023 : Record de l'année pour TF1, M6 double France 3, une première depuis 17 mois », sur ozap.com, 31 octobre 2023 (consulté le 1er novembre 2023)
116. ↑  « Audiences novembre 2023 : TF1 leader en baisse, France 2 s'envole, France 3 reprend l'avantage sur M6, TMC au plus haut depuis 4 ans », sur ozap.com, 6 décembre 2023 (consulté le 6 décembre 2023)
117. ↑  « Audiences annuelles 2023 : TF1 leader quasi-stable, France 2 en forte hausse, France 3 plonge, M6 s'enfonce », sur ozap.com, 4 janvier 2024 (consulté le 4 janvier 2024)
118. ↑  « Audiences janvier 2024 : TF1 démarre l'année en beauté, France 2 dévisse, M6 en grande difficulté, C8 dégringole au classement », sur ozap.com, 31 janvier 2024 (consulté le 31 janvier 2024)
119. ↑  « Audiences février 2024 : TF1, leader et seule chaîne du top 6 en progression, France 2 dégringole, M6 à son plus bas depuis 30 ans », sur ozap.com, 5 mars 2024 (consulté le 5 mars 2024)
120. ↑  « Audiences mars 2024 : TF1, seule chaîne du top 4 à progresser, s'envole, France 2 recule, le leadership de France Télévisions menacé au classement des groupes », sur ozap.com, 5 avril 2024 (consulté le 5 avril 2024)
121. ↑  « Audiences avril 2024 : TF1 en nette hausse sur un an, France 2 et France 3 en repli, BFMTV devance d'un cheveu CNews, belle progression pour TF1 Séries Films », sur ozap.com, 30 avril 2024 (consulté le 30 avril 2024)
122. ↑  « Audiences mai 2024 : TF1, leader conforté, France 2 sous les 15%, record de saison pour Canal+ », sur ozap.com, 7 juin 2024 (consulté le 7 juin 2024)
123. ↑  « Audiences juin 2024 : L'Euro 2024 profite à TF1 et M6, France 2, à son plus bas depuis 3 ans et demi, souffre, TF1 Séries Films s'envole, L'Équipe en perte de vitesse », sur ozap.com, 3 juillet 2024 (consulté le 3 juillet 2024)
124. ↑  « Audiences juillet 2024 : Historique, France 2 détrône TF1 et devient première chaîne de France grâce à l'énorme succès de la cérémonie d'ouverture et des JO de Paris », sur ozap.com, 29 juillet 2024 (consulté le 29 juillet 2024)
125. ↑  « Audiences août 2024 : Grâce aux Jeux de Paris 2024, France 2 est à un niveau record depuis plus de 20 ans, pire mois historique pour TF1, M6 s'effondre », sur ozap.com, 2 septembre 2024 (consulté le 2 septembre 2024)
126. ↑  « Audiences septembre 2024 : Les Jeux de Paris terminés, TF1 retrouve le leadership sans difficulté face à France 2, rentrée compliquée pour M6 », sur ozap.com, 1er octobre 2024 (consulté le 1er octobre 2024)
127. ↑  « Audiences octobre 2024 : TF1, large leader, fait un quasi sans-faute face à France 2, France 3 prend sa revanche sur M6, 6ter performe », sur ozap.com, 8 novembre 2024 (consulté le 8 novembre 2024)
128. ↑  « Audiences novembre 2024 : Record de l'année pour TF1 qui s'envole, France 2, à son plus bas depuis 4 ans, plonge, meilleur mois historique pour C8 plus forte que France 5 et TMC », sur ozap.com, 8 décembre 2024 (consulté le 8 décembre 2024)
129. ↑  « Audiences TV TNT (Décembre 2024) : BFMTV requinquée, CNews poursuivante, désillusion pour France 2... », sur toutelatele.com, 2 janvier 2025 (consulté le 2 janvier 2025)
130. ↑  « Audiences annuelles 2024 : TF1, leader, résiste à France 2, portée par les JO et en hausse continue depuis 2017, M6, à son plus bas depuis 1990, baisse encore, Arte et CNews signent un record », sur ozap.com, 12 janvier 2025 (consulté le 12 janvier 2025)
131. ↑  « Audiences janvier 2025 : TF1 en tête portée par Dorothée, France 2, seule chaîne du top 5 en hausse, M6 s'enlise sur les 4+, RMC Story stable malgré "Le Bigdil" », sur ozap.com, 6 février 2025 (consulté le 6 février 2025)
132. ↑  « Audiences février 2025 : TF1 se stabilise, France 3 s'envole, C8 finit en beauté, NRJ 12 s'achève dans l'indifférence générale, record historique pour la chaîne L'Équipe », sur ozap.com, 6 mars 2025 (consulté le 6 mars 2025)
133. ↑  « Audiences mars 2025 : Sans C8 et NRJ 12, TF1 atteint son plus haut depuis 1 an et demi, France 2 grimpe, M6 dégringole, France 5, Arte et L'Équipe s'envolent », sur ozap.com, 2 avril 2025 (consulté le 2 avril 2025)
134. ↑  « Audiences avril 2025 : TF1 leader stable, France 2 brille, France 3 s'envole, M6 respire et signe son record sur cible depuis 2 ans et demi », sur ozap.com, 1er mai 2025 (consulté le 4 mai 2025)
135. ↑  Médiamétrie, mesure d'audience, Mediametrie.fr.
136. ↑  « La Nouvelle Star subit la concurrence », sur TVMAG, 10 mars 2010 (consulté le 4 octobre 2022)
137. ↑  « Les enfants aiment Gulli », sur leparisien.fr, 9 novembre 2010 (consulté le 4 octobre 2022)
138. ↑  « Audiences : "Les Experts" en hausse, "Un air de star" démarre timidement, TMC en forme », sur ozap.com (consulté le 15 mai 2013).
139. ↑  « Audiences : "Person of Interest" en tête, Corinne Touzet booste France 3, Indiana Jones et Gulli en forme », sur ozap.com (consulté le 26 février 2015).
140. ↑  « Audiences : "Adèle Blanc-Sec" en tête, "Le transporteur" en forme, "Nouvelle Star" remonte », sur ozap.com (consulté le 15 février 2019).
141. ↑  « Audiences TV du jeudi 22 décembre 2016 : Léo Mattei domine les débats devant le retour de Prodiges, beau score pour TMC avec Grand Budapest Hotel », sur toutelatele.com (consulté le 23 décembre 2016).
142. ↑  « Audiences TV du mercredi 5 avril 2017 : Grey's Anatomy toujours leader au top avec le lancement de la saison 13, Top Chef derrière sur M6 », sur toutelatele.com (consulté le 6 avril 2017).
143. ↑  Kevin Boucher, « Audiences : "Section de recherches" en baisse, OM/Salzbourg ultra-puissant sur W9, France 3 et France 2 très faibles », sur Puremédias, 27 avril 2018 (consulté le 17 avril 2022)
144. ↑  Kevin Boucher, « Audiences : "L'arme fatale" de retour en baisse, carton pour Michel Cymes sur France 5, "Les ombres rouges" démarre bien », sur Puremédias, 13 mars 2019 (consulté le 17 avril 2022)
145. ↑  Benjamin Meffre, « Audiences : "Les bracelets rouges" leader en hausse devant "Meurtres au paradis", W9 et Arte au million », sur Puremédias, 14 avril 2020 (consulté le 14 avril 2020).
146. ↑  « Audiences TV Prime (mardi 6 avril 2021) : SWAT proche de battre La stagiaire, Pékin express mobilise les femmes, Greg Guillotin séduit sur C8 », sur toutelatele.com (consulté le 6 avril 2021).
147. ↑  « Audiences : F3 leader devant "Les victoires de la musique", "Ninja Warrior" au plus bas pour sa finale, flop pour M6 », sur ozap.com (consulté le 12 février 2022).
148. ↑  Ludovic Galtier Lloret, « Audiences : France 2 écrasant leader, petit retour pour "La chanson secrète" sur TF1, flop pour M6, Gulli crée la surprise », sur ozap.com, 2 décembre 2023 (consulté le 5 avril 2024)